# ساتوشي موراياما
ساتوشي موراياما (باليابانية: 村山聖؛ بالكانا: むらやま さとし) هو لاعب شوغي ‏ ياباني، ولد في 15 يونيو 1969 في فوتشو في اليابان، وتوفي في 8 أغسطس 1998.